# Lettisch-osttimoresische Beziehungen
Die Lettisch-osttimoresische Beziehungen beschreiben das zwischenstaatliche Verhältnis von Lettland und Osttimor.

## Diplomatie
Osttimor und Lettland nahmen am 27. September 2013 diplomatische Beziehungen auf.
Osttimor unterhält keine diplomatische Vertretung in Lettland. Zuständig ist der osttimoresische Botschafter in Brüssel.
Lettland verfügen über keine diplomatische Vertretung in Osttimor. In Dili gibt es eine Vertretung der Europäischen Union.

## Wirtschaft
Für 2018 gibt das Statistische Amt Osttimors keine Handelsbeziehungen zwischen Osttimor und Lettland an.

## Einreisebestimmungen
Staatsbürger Osttimors sind von der Visapflicht für die Schengenstaaten befreit. Auch lettische Staatsbürger genießen Visafreiheit in Osttimor.